# کلریتوئید
کلریتوئید  (به انگلیسی: Chloritoide) با فرمول شیمیایی Fe2+Al2[(OH)2-O-SiO4] از مجموعه کانی هاست و در شعله ذوب شده و گلوله کوچک سیاه رنگ شیشه‌ای با مغناطیس ضعیف می‌دهد از کلمه یونانی Khloros یعنی سبز گرفته شده‌است در H2SO۴ غلیظ حل می‌شود. FeO:۲۸٫۶۴٪ Al2O۳:۴۰٫۶۴٪ SiO۲:۲۳٫۹۵٪ H2O:۶٫۷۷٪ دارای انکلوزیون‌های Mn , Mg برای اولین بار در اتریش کشف شد و از نظر شکل بلور: پهن و کوتاه - پسودو هگزاگونال، رنگ: سبز تیره - خاکستری - سبز سیاه، شفافیت: شفاف - نیمه شفاف، شکستگی: نامنظم، رخ: کامل - مطابق با، سیستم تبلور: مونوکلینیک - گاهی تری کلینیک و در رده‌بندی سیلیکات است و منشأ تشکیل آن دگرگونی است.
همایند کانی‌شناسی (پارانژ) آن - کلریت- دیاسپور- کرندون است
، از نظر ژیزمان بلوری - آگرگات فلسی -دانه‌ای تقریباًَ کمیاب است و بیشتر در درترکیب بعضی شیست‌ها، مرمرها و فیلیت‌ها وجود دارد در آلمان شرقی، سوئیس، روسیه، اطریش، یونان و بلژیک یافت می‌شود.